# 김성은 (희극인)
김성은(1968년 4월 1일 ~ )은 대한민국의 희극인이다. 영산대학교 연기연출학과를 졸업했다.
1987년 MBC 대학개그제에 출연하여 연예인 생활을 시작했고, 1996년부터 2015년까지 2008년에 잠시 휴식을 한 것을 제외하고 한국방송의 어린이 프로그램 《TV유치원 콩다콩》에서 깔깔마녀로 19년간 출연하였다. 2018년부터 유튜브 어린이 전문 채널 깔깔마녀TV 유튜버로 활동하고 있다.

## 학력
- 창원명지여자고등학교 졸업
- 영산대학교 연기연출학과 졸업
- 경기대학교

## 수상
- 1987년 MBC 대학개그제 은상 수상
- 1993년 MBC 여자 코미디 부문 우수상
- 1996년 MBC 여자 코미디 부문 우수상

## 출연작
- 《TV유치원 하나둘셋》(KBS1)
- 《TV유치원 파니파니》(KBS2)
- 《일요일 일요일밤에》(MBC)
- 《청춘행진곡》(MBC)
- 《웃으면 복이와요》(MBC)
- 《오늘은 좋은날》(MBC)

## 에피소드
- 개그맨으로서 성공하던 시기에 어린이 프로그램에 캐스팅되었다. 어린이들을 별로 좋아하지 않던 김성은은 망설였으나 수락하여 TV유치원 하나 둘 셋에 깔깔마녀로 장기출연하게 되었다.[1]